# American Odyssey
American Odyssey (Entwicklungstitel Odyssey, auch Ausstrahlungstitel beim Sender BBC Two) ist eine US-amerikanische Fernsehserie mit Anna Friel in der Hauptrolle. Die Serie hatte ihre Premiere am 5. April 2015 beim Sender NBC und in Deutschland am 27. September 2016 bei RTL Crime. Laut Aussagen der Erfinder ist die Show teilweise eine moderne Adaption von Homers Odyssee. Aufgrund kontinuierlich sinkender Zuschauerzahlen entschloss sich NBC im Juli 2015 dazu, die Serie nach nur einer Staffel mit insgesamt 13 Episoden abzusetzen.

## Handlung
Die Serie zentriert auf eine Mission einer Einheit der US-Army in Mali. Diese und weitere Menschen in den USA, finden heraus, dass ein US-amerikanischer Großkonzern militant-islamistischen Terrorismus finanziell unterstützt. Bei ihrer Mission wird die Militäreinheit durch Mitglieder des Großkonzerns so weit dezimiert, dass nur noch Sergeant Odelle Ballard übrig bleibt, welche sich einen Weg aus ihrer schier ausweglosen Situation bahnen muss.

## Besetzung und Synchronisation
Die deutschsprachige Synchronisation der Serie erfolgt bei der Arena Synchron GmbH, Berlin unter Dialogbuch und Dialogregie von Martin Keßler.

### Hauptfiguren
| Schauspieler             | Charakter               | Synchronsprecher |
| ------------------------ | ----------------------- | ---------------- |
| Anna Friel               | Sergeant Odelle Ballard | Damineh Hojat    |
| Peter Facinelli          | Peter Decker            |                  |
| Jake Robinson            | Harrison Walters        | Arne Stephan     |
| Jim True-Frost           | Ron Ballard             |                  |
| Treat Williams           | Colonel Stephen Glen    |                  |
| Nate Mooney              | Bob Offer               | Rainer Fritzsche |
| Daniella Pineda          | Ruby Simms              | Anne Düe         |
| Elena Kampouris          | Maya Decker             |                  |
| Sadie Sink               | Suzanne Ballard         |                  |
| Adewale Akinnuoye-Agbaje | Frank Majors            |                  |
| Omar Ghazaoui            | Aslam                   |                  |

### Wiederkehrende Darsteller
- Sarah Wynter als Sarah Decker
- Grégory Fitoussi als Luc Girard
- Sherman Augustus als Frank McDonald
- Yousef Sweid als Shakir Khan
- Connor Trinneer als Michael Banks
- Allison Mack als Julia